# Aurel Popovici
Aurel Popovici (Lugoj, 16 ottobre 1863 – Ginevra, 9 febbraio 1917) è stato un politico e giurista romeno.
Nato nella regione multietnica del Banato, parte dell'Impero austro-ungarico, frequentò le scuole a Brașov e a Beiuș, per poi studiare medicina a Vienna e a Graz.
Assieme agli altri intellettuali romeni del Partito Nazionale Romeno firmò il memorandum della Transilvania (1892), un documento che chiedeva pari diritti per le popolazioni di lingua romena della regione rispetto alla prevaricante minoranza ungherese e la fine dei tentativi di magiarizzazione dell'area.
Nel 1906 propose la federalizzazione della monarchia austro-ungarica, presentando il progetto degli Stati Uniti della Grande Austria.
È stato sepolto nel cimitero accanto alla chiesa di San Nicola di Brașov.